# Megalodes
Megalodes is een geslacht van vlinders van de familie uilen (Noctuidae), uit de onderfamilie Hadeninae.

## Soorten
- M. eximia (Freyer, 1845)
- M. prolixa Draudt, 1933
- M. tengistana Brandt, 1938